# Léotoing
Léotoing – miejscowość i gmina we Francji, w regionie Owernia-Rodan-Alpy, w departamencie Górna Loara.
Według danych na rok 1990 gminę zamieszkiwały 214 osoby, a gęstość zaludnienia wynosiła 11 osób/km² (wśród 1310 gmin Owernii Léotoing plasuje się na 636. miejscu pod względem liczby ludności, natomiast pod względem powierzchni na miejscu 469.).